# Župnija Osilnica
Župnija Osilnica je rimskokatoliška teritorialna župnija Dekanije Kočevje Škofije Novo mesto.
Do 7. aprila 2006, ko je bila ustanovljena Škofija Novo mesto, je bila župnija del Nadškofije Ljubljana.

## Zgodovina
Ob sotočju Čabranke in Kolpe je nastala Osilnica, ki je prevzela vodilno vlogo v dolini. Zaradi oddaljenosti od Ribnice, središča župnije, je bila tu že v prvi polovici 14. stoletja zgrajena cerkev.
Z listino oglejskega patriarha Ludovika della Torreja, izdano 1. maja 1363 v Vidmu, je Osilnica dobila stalnega duhovnika, ki je deloval na celotnem področju doline in dežele, tudi onstran Čabranke. S tem je po mnenju nekaterih zgodovinarjev Osilnica dobila župnijo, ki je bila podrejena ribniški prafari. Ko so v 16. stoletju kolonizirali Dragarsko dolino, je ta prišla pod osilniško župnijo in bila v njeni sestavi do 19. stoletja.
V 15. stoletju, ko so deželi vladali Celjani (1418 – 1456) in potem Habsburžani, so slovenske dežele začeli ogrožati Turki. Da bi zavarovali prebivalce pred turško nevarnostjo, so konec 15. stoletja zgradili tabor okrog cerkve v Osilnici, v 16. stoletju pa tudi okrog cerkve svetega Mihaela v Belci (sedaj Papeži). Osilniška cerkev je bila obdana z močnim in visokim obzidjem s stolpi, znotraj tabora je bilo tudi pokopališče.
Konec 15. stoletja (urbar iz leta 1498), ko so že gospodarili Habsburžani, so bila v osilniški župi naslednja naselja: Osilnica - Sela, Belica, Bezgovica, Čačič, Padovo, Ribjek, Ložec, Grintovec, Bosljiva Loka in Am grab (naselje na področju Kamenski Hrib - Plešce - Strojiči). 
Osilnica se kot župnija ponovno omenja leta 1509, ko sta bili ustanovljeni novi župniji Mozelj in Črmošnjice. Leta 1526, ko so popisovali cerkvene dragocenosti in pobirali »turški davek«, so pustili župni cerkvi dva keliha. Iz tega sklepamo, da sta bila v župniji dva duhovnika.
Turški vpadi so bili za dolino nevarni z več smeri, tako iz Kostela in Kočevja kot z Grobniškega polja in Gerova, manj iz Bloške planote. Znano je, da so Turki prvič prišli na Kočevsko leta 1469. Poleti 1528 je del turške vojske presenetil Osilničane, ker so se Turki vrnili nazaj preko Kolpe pri Brodu in se polastili ter oplenili osilniški tabor. Ljudsko izročilo govori, da so Turki takrat dali svojim konjem zobati oves na oltarju cerkve in Peter Klepec je prihitel iz Malega Loga na pomoč svojim Osilničanom. Med potjo je še izdrl smreko pri Fažuncih ter z njo za vedno pregnal Turke iz doline. General Ivan Lenkovič je 1563 poročal, da sta tabora v Osilnici in Belci slabo oskrbljena, čeprav sta bila pomemben branik za ljudi na 32 hubah (kmetijah) ob Kolpi in Čabranki. Konec 16. stoletja, ko je bila turška nevarnost mimo, so zgradili cerkev svetega Egidija (Tilna) v Ribjeku in v 17. stoletju še cerkvi v Bosljivi Loki in Žurgah.
Do 17. stoletja je vsa dežela Petra Klepca kot del kočevskega gospostva spadala pod Kranjsko. V 16. stoletju so si začeli Frankopani in za njimi Zrinjski postopoma prisvajati gerovsko župo ter posegati preko tedanje kranjsko-hrvaške meje. Njihovi Vlahi so večkrat plenili tudi Osilnico. V tem času se omenja prvi znani »osilniški fajmošter« Gregor Moratovič, prvič leta 1570 v eni izmed gerovskih listin in nazadnje 1616 v zvezi s kočevskim gospostvom. Torej je bil skoraj pol stoletja župnik v Osilnici. Malo kasneje, 1638 se že omenja župnik Janez Peterlin, ki je v Osilnico prišel iz Planine. Konec 17. stoletja je župnik Janez Jakob Roth (1681 - 1695) dal iz lastnega premoženja napraviti baročni oltar svetega Egidija v Ribjeku. Njegov naslednik Peter Janež je dal napraviti še dva stranska baročna oltarja v Ribjeku. 
Župnija Osilnica je iz Oglejskega patriarhata prišla 1218 v videmsko in 1751 v goriško nadškofijo. Konec 18. stoletja (1787) je župnija prešla iz goriške nadškofije pod ljubljansko škofijo in od 2006 je del nove, novomeške škofije.
V prvi polovici 19. stoletja je župnik Lenart Janež (1824 - 1845), doma s Kozjega Vrha, uvedel več sprememb in novosti. Popravili so župno cerkev, župnišče in tudi podružnice. Leta 1831 je dobil posebno vladno priznanje za delo pri pospeševanju sadjarstva v dolini.
Prva svetovna vojna ni prizanesla cerkvam, saj so za potrebe vojske sneli nekaj zvonov in jih odpeljali. V župniji je ostalo le 8 zvonov. Pred drugo svetovno vojno se je župnik Franc Fister dogovarjal z občino in šolsko oblastjo o prodaji dela cerkvenega zemljišča ob župnišču, za gradnjo nove, večje šole. Gradnjo sta preprečili gospodarska kriza in vojna. Po vojni je nova oblast vzela del cerkvenega zemljišča in šolo zgradila na zemljišču, kjer je bilo do 1942 župnišče. Župnišče so namreč Italijani 1942 požgali, požgali pa so tudi cerkev svetega Miklavža in večino vasi v občini: Malinišče, Padovo, Spodnji in Zgornji Čačič, Križmane, Podvrh, Bezgovico, Bezgarje, Papeže, Belico in Žurge. Prebivalce so odpeljali v internacijo, nekaj mož in fantov pa pobili. Med interniranci v Italiji je bil tudi osilniški župnik Franc Fister. Tako je dolina in dežela med drugo svetovno vojno plačala velik, krvav davek. 
Župnik Jakob Omahna je prišel po prvi svetovni vojni večkrat v spor z uradno oblastjo, ker je bil zaveden Slovenec. Enako usodo je po drugi svetovni vojni doživel župnik Karel Požun, ki je bil leta 1952 zaprt. Ker takrat v Osilnici ni bilo župnišča, je župnik Požun prebival na Plešcih in bil zadolžen tudi za tamkajšnjo hrvaško župnijo. Leta 1979 so zgradili novo župnišče, žal pa je veliko prebivalcev v tem času zapustilo dolino. Mladi so namreč po končani šoli ostali v mestih.

## Cerkve
- cerkev Svetega Duha, Žurge
- cerkev svetega Egidija, Ribjek
- cerkev svetega Mihaela, Papeži
- cerkev svetega Miklavža, Spodnji Čačič
- cerkev svetega Petra in Pavla, Osilnica - župnijska
- cerkev svetega Vida, Bosljiva Loka